# ドーントレス (軽巡洋艦)
| 「ドーントレス」         | |
| 艦歴                     | |
| 発注                     | パルマー社ヤーロー造船所 |
| 起工                     | 1917年1月3日 |
| 進水                     | 1918年4月10日 |
| 就役                     | 1918年11月26日 |
| その後                   | 1946年に解体処分 |
| 性能諸元                 | |
| 排水量                   | 常備：4,970 トン 満載：5,870 トン                                                                                               |
| 全長                     | 143.6 m |
| 全幅                     | 13.9 m |
| 吃水                     | 5.0 m |
| 機関                     | ヤーロー式重油専焼水管缶6基 +パーソンズ式オール・ギヤードタービン2基2軸推進                                                     |
| 最大出力                 | 40,000shp |
| 最大速力                 | 29.0ノット |
| 航続距離                 | 15ノット/5,000海里 |
| 燃料                     | 重油：1,050トン（満載） |
| 乗員                     | 450名 |
| 兵装                     | Mk XII 15.2cm（45口径）単装速射砲6基 7.6cm（45口径）単装高角砲2基 2ポンド：4cm（39口径）単装機関砲2基 53.3cm三連装魚雷発射管4基 |
| 航空兵装（1920年に撤去） | 水上機1機（1920年に撤去） |
| 装甲                     | 舷側：76mm（水線最厚部）、38mm（水線末端部） 主甲板：25mm（最厚部） 主砲防盾：25mm（最厚部） 司令塔：76mm（最厚部）             |

ドーントレス (HMS Dauntless) はイギリス海軍の軽巡洋艦。ダナイー級（D級）。

## 艦歴

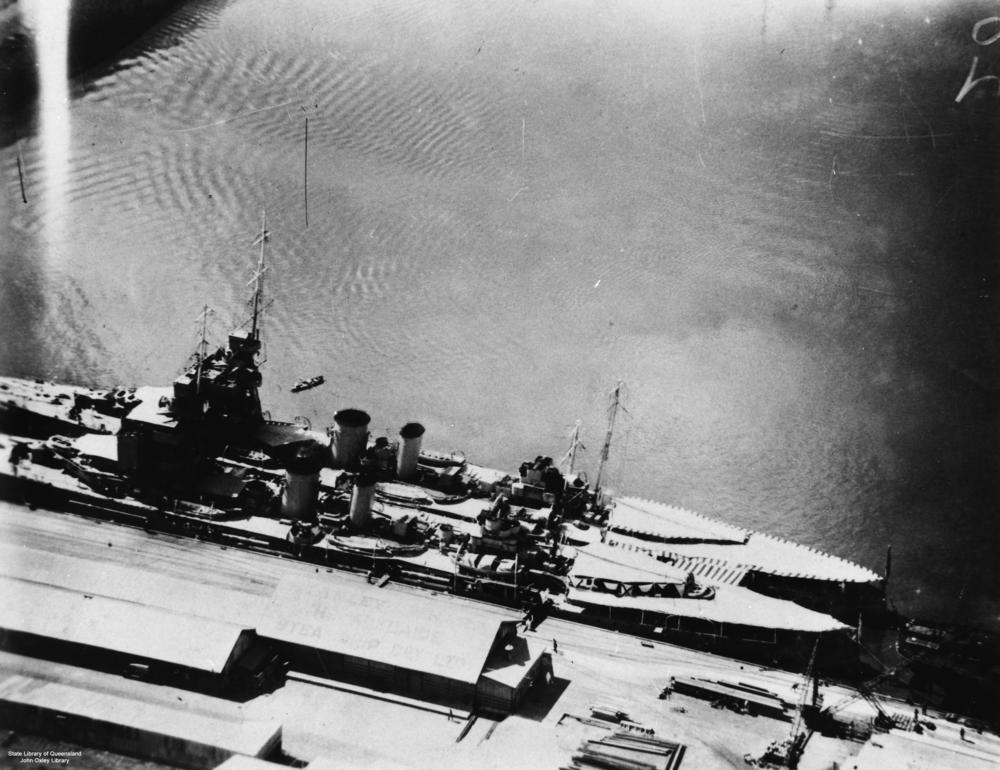
竣工時の「ドーントレス」と姉妹艦の「ドラゴン」。

1917年1月3日起工。1918年4月10日進水。同年11月26日竣工。バルト海へ派遣され、次いで西インド諸島、大西洋艦隊、地中海、アメリカ・西インド艦隊と移った。1920年代に7.6cm高角砲2門が撤去され、10.2cm高角砲が単装砲架で3基が搭載された。1928年7月2日、ハリファックス沖で座礁。修理後もアメリカ・西インド艦隊に属し、それから南アメリカへ移動。次に地中海に移った後1935年から1939年まで予備役となった。
再就役後は南大西洋管区の第9巡洋艦戦隊に属し、船団護衛を行う。1939年9月には中国艦隊に移されてシンガポールへ移動し、1941年3月にはマレー軍に移った。同年6月15日、シンガポール沖で軽巡洋艦「エメラルド」と衝突。1942年になるとイギリスに戻って改修を受け、3月に「2cm（76口径）機関砲」が単装砲架で8基が搭載され、新たに273型レーダーと290レーダーが搭載された。
それから東洋艦隊に加わった。1943年4月に10.2cm高角砲2門を撤去して4cm4連装ポンポン砲2基を搭載した。同年5月にイギリスに戻り、以降は練習艦となった。1946年、解体。

## 参考図書
- 「世界の艦船 2010年1月増刊号 近代巡洋艦史」（海人社）
- 「世界の艦船増刊第46集　イギリス巡洋艦史」（海人社）
- 「Conway All The World's Fightingships 1906–1921」（Conway）
- 「Conway All The World's Fightingships 1922-1946」（Conway）
- 「Jane's Fighting Ships Of World War I」（Jane）